# 麻布競馬場
麻布競馬場（あざぶけいばじょう、1991年 - ）は、日本の小説家。ニックネームは「アザケイ」。会社員の傍ら覆面作家として主にTwitterやnoteにて作品を発表している。

## 来歴
Twitterでツリー形式の小説を投稿していたTwitterアカウント「窓際三等兵」に影響を受け、2021年10月より自身のアカウント「麻布競馬場」で小説の発表を始める。発表した小説群が話題となり作品の中には14万「いいね」を獲得したものもある。2022年9月にこれまで発表した小説の中から20作品を収録した短編集『この部屋から東京タワーは永遠に見えない』を刊行すると、Amazonの文芸作品の売上ランキングで1位を獲得するなど2022年12月の時点で5刷3万部を売り上げた。2024年、『令和元年の人生ゲーム』で第171回直木三十五賞、第12回高校生直木賞候補。

## 人物
生年、出身校など以外のプロフィールを公表しておらず、メディア出演などに際しては猫のイラストのTwitterアイコン（イラストレーターの岡村優太が製作）を模したお面などで顔を隠している。ペンネームの「麻布競馬場」は、東京に生きる人々を競走馬に例え、「好きに走りまわっているように見えて、実際には決まったコースを走らされている。結局、ムチを打たれながら競争させられている。」という皮肉を込めて名付けたという。大学卒業後8年間麻布十番に在住していた。Twitterを始めた当初のアカウント名は「麻布警察署」で、愛称の「アザケイ」はこの時からのものである。自身の結婚観について「結婚には向いていない」としている。3年間交際していた婚約者がいたが、2022年夏に婚約を破棄したという。

## 作品

### 単行本
- 『この部屋から東京タワーは永遠に見えない』（2022年9月5日、集英社、ISBN 978-4-08-788083-0）[14]
  - 「3年4組のみんなへ」 / 「30まで独身だったら結婚しよ」 / 「2802号室」 / 「青山のアクアパッツァ」 / 「真面目な真也くんの話」 / 「森から飛び出たウサギ」「僕の才能」 / 「ウユニ塩湖で人生変わった（笑）」 / 「高円寺の若者たち」 / 「大阪へ」 / 「大阪から」 / 「お母さん誕生日おめでとう」 / 「Wakatteをクローズします」 / 「吾輩はココちゃんである」 / 「うつくしい家」 / 「希望」 / 「この部屋から東京タワーは永遠に見えない」 / 「カッパを見たことがあるんです」 / 「東京クソ街図鑑」 / 「すべてをお話しします」
- 『令和元年の人生ゲーム』（2024年2月、文藝春秋、ISBN 978-4-16-391808-2）

### 漫画原作
- 『この部屋から東京タワーは永遠に見えない』（作画：川野倫、2023年3月30日 - 2024年6月27日、週刊ヤングジャンプ連載）[15][16]

### アンソロジー
- 『本当に欲しかったものは、もう Twitter文学アンソロジー』（2023年4月5日、集英社、ISBN 978-4-08-788089-2）[17]
  - 「Twitter童話 アリとキリギリス」 / 「港区桃太郎」 / 「大人になるということ」

### 書籍未収録
- 「あの日、喫茶店での出来事」（エッセイ、MEN'S NON-NO WEB、2022年11月5日）[18]
- 「背伸びして住んだ麻布十番の思い出」（エッセイ、東京カレンダーウェブサイト、2022年11月25日）

## メディア出演

### ラジオ
- 『峯岸みなみと麻布競馬場 ユトリノサトリ』（2022年12月30日、ニッポン放送）
- 今村翔吾×山崎怜奈の言って聞かせて（2024年9月6日・13日、abcラジオ）

### ウェブテレビ
- 『ABEMA Prime』（2023年1月31日、ABEMA）[10]

### ポッドキャスト
『chelmicoと麻布競馬場のいくぜ！就活大作戦 supported by 三菱電機』（2023年3月10日 - 3月31日）